# Weingut Ökonomierat Rebholz

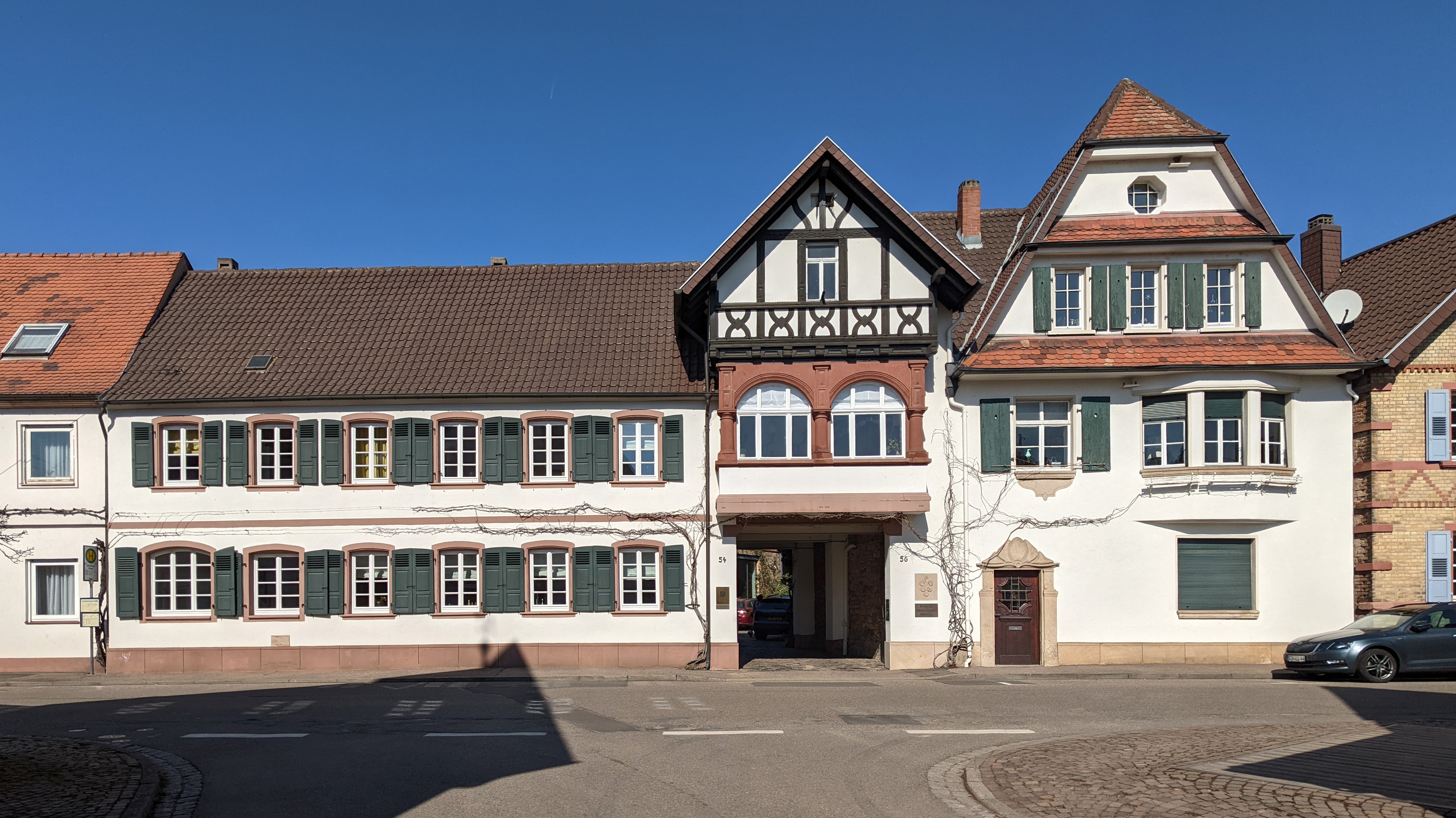
Weingut Ökonomierat Rebholz

Das Weingut Ökonomierat Rebholz ist ein in Siebeldingen ansässiges Weingut innerhalb des Weinanbaugebiets Pfalz. Es ist Mitglied im Verband Deutscher Prädikatsweingüter. Seine Bauten stehen zudem unter Denkmalschutz.

## Lage
Das Weingut befindet sich unmittelbar an der Deutschen Weinstraße.

## Gebäude
Beim Weingut handelt es sich ein Ensemble, das aus zwei Wohnhäusern besteht. Das eine entstand ab der ersten Hälfte des 19. Jahrhunderts. Es enthält einen Erker mit Fachwerkaufbau, der um 1900 aufgesetzt wurde. Das zweite Wohnhaus ist mit Krüppel- und Fußwalmdächern und stammt aus der Zeit um 1910.

## Geschichte
Prägende Person in der Unternehmensgeschichte war Eduard Rebholz (1889–1966), durch den der Begriff „Ökonomierat“ in den Unternehmensnamen überging. Das Unternehmen wird vom Ehepaar Birgit und Hansjörg Rebholz geleitet. Hansjörg Rebholz beteiligte sich zudem 1991 an der Gründung der in der Südpfalz ansässigen Winzergruppe 5 Winzer – 5 Freunde. Die in den Jahren 2011 und 2012 amtierende Deutsche Weinkönigin Annika Weigel-Strebel arbeitete zudem einige Jahre im Weingut.

## Weinlagen
Zu den vom Unternehmen genutzten Weinlagen gehört unter anderem der Birkweiler Kastanienbusch.

## Rezeption
Der Gault-Millau WeinGuide betrachtet das Weingut Ökonomierat Rebholz neben dem in Laumersheim ansässigen Weingut Knipser als bestes Weingut innerhalb der Pfalz.